# 15303 Hatoyamamachi
15303 Hatoyamamachi eller 1992 UJ2 är en asteroid i huvudbältet som upptäcktes den 19 oktober 1992 av de båda japanska astronomerna Kazuro Watanabe och Kin Endate vid Kitami-observatoriet. Den är uppkallad efter Hatoyamamachi i japan.
Asteroiden har en diameter på ungefär 9 kilometer och den tillhör asteroidgruppen Eos.